# 云南省历史文化名城
云南省历史文化名城由云南省政府公布，公布11个，其中3个已升格为国家历史文化名城。
- 1987年7月：腾冲、威信
- 1993年1月：保山
- 1995年6月：会泽（2013年5月18日升格为国家历史文化名城）
- 1999年1月：广南、石屏
- 2001年4月：漾濞、孟连
- 2002年1月：香格里拉
- 2003年12月：剑川（2023年3月5日升格为国家历史文化名城）
- 2004年：通海（2021年3月3日升格为国家历史文化名城）